# Juana Pinés
Juana Pinés Maeso (Manzanares, Ciudad Real; el 26 de febrero de 1953) es una escritora española.
Hija y nieta de escritores (su abuelo fue Antonio Pinés Nuñez y su padre José Antonio Pinés Ferrandis), comenzó a escribir con 14 años.
En 1971, al regreso de un viaje a México, marcha a trabajar a Madrid por el fallecimiento de su padre. En la capital acude a las tertulias literarias y ofrece recitales. Allí publica A golpes de silencio, su primer poemario y conoce a Francisco Baeza, con quién contrae matrimonio en 1984.
De regreso a Castilla-La Mancha, reside en Ciudad Real y pasa a formar parte del Grupo Literario Guadiana, donde completará su formación artística gracias a la ayuda de otros poetas más veteranos.
A principios de 1999 toma la dirección del grupo y de su órgano de expresión, la revista literaria Manxa, sustituyendo en ambos cargos a José González Lara. Su presidencia, asistida por su marido en las tareas logísticas derivadas, se centra en la renovación de la revista, el estrechamiento de lazos con otras asociaciones culturales de su región y la atracción hacia el grupo de jóvenes valores. En torno a ella se forman escritores noveles como David de la Sierra-Llamazares, Elisabeth Porrero, Raquel Fuentes, David Gómez o Diana Rodrigo.
Además de su poesía, ha publicado los volúmenes en prosa Cuéntame cosas como si fueran ciertas (2006), Tal vez la noche me redima (2013) y Los ángeles de la ira (2022).
Posee en la actualidad más de 120 premios literarios y un total de 17 libros publicados.
Obra publicada y premios
- 1980: A golpes de silencio
- 1994: Descubriendo el alba
- 1997: Ese tiempo de pájaros dormidos (Premio Nacional de Poesía Poeta Mario López 1997)
- 1998: Huele a mayo recién amanecido (Premio Nacional de Poesía Ciudad de Baena 1998)
- 2000: Y en el corazón palomas
- 2001: Interior con luz (Premio de Poesía Julio Tovar 2000)
- 2001: Este vivir difícil y gozoso (Ganadora del Certamen de Poesía Ernestina de Champourcín 2000)
- 2003: Manual de los miedos (Premio Nacional de Poesía Mariano Roldán 2002)
- 2004: Perfil de la inocencia (Certamen de Poesía Esperanza Spínola 2004)
- 2004: Regreso (Premio Ciudad de Puertollano 2003)
- 2005: El silencio de Dios (Accésit del Premio Internacional de Poesía Tomás Morales 2004)
- 2013: El bosque de los ausentes
- 2015: Unos ojos de lluvia (Premio Nacional de Poesía Pastora Marcela 2015)
- 2020: Es tuya la palabra

- Datos: Q5953863